# Članski model upravljanja nogometnim klubovima (Socios model)
Postoji nekoliko modela upravljanja nogometnim klubovima a jedan od njih je tzv. socios model. On funkcionira po načelu ˝jedan član – jedan glas˝ što znači da svaki punoljetni član nogometnog kluba, koji je ustrojen kao neprofitna udruga u vlasništvu svojih članova, ima pravo glasa ako plaća klubu godišnju članarinu. Članovi mogu birati predsjednika i biti izabrani u skupštinu i upravni odbor kluba. Također, ostvaruju brojne povlastice kao članovi kluba.

## Članski model u Španjolskoj
Naziv socios potječe iz Španjolske i označava člana kluba. Iako je većina nogometnih klubova u Španjolskoj privatizirana početkom 90-ih godina 20. stoljeća, četiri kluba bili su iznimke. Real Madrid CF, FC Barcelona, Athletic Club Bilbao i˙Club Atlético Osasuna ostali su ustrojeni kao udruge građana, u prvom redu zbog kulturnog i nacionalističkog značaja za etničke skupine koje ih podržavaju. Socios model razvija i održava blisku društvenu i ekonomsku vezu između zajednice i kluba. Članovi (sociosi) imaju pravo glasa na izborima za predsjednika kluba te mogu na više načina biti izabrani u skupštinu kluba. Zbog svojih članskih prava, članovi se osjećaju dijelom kluba jer direktno ili indirektno kreiraju politiku kluba. Rade pritisak na predsjednika kluba ako loše vodi klub, a prikupljanjem potpisa članova iznad određenog postotka ukupnog članstva mogu tražiti izglasavanje nepovjerenja. Također, članovi kluba ostvaruju mnoge pogodnosti poput jeftinijih godišnjih ulaznica, popuste na nogometne pretplate i sl. 
Za razliku od privatiziranih klubova, klubovi koji su u vlasništvu svojih članova ne stvaraju nikome dobit, već sve što klub zaradi ostaje u klubu i ulaže se u njegov daljnji rad i napredak čineći tako klub stabilnim i financijski jakim. Cijelo je poslovanje potpuno transparentno i svaki član ima pravo uvida u poslovanje kluba. Velik broj članova kluba olakšava i poboljšava pregovore sa sponzorima zato što je sponzorima od koristi ulagati u klub s velikom bazom članova i tako biti dio kluba koji je od velikog značenja za grad, regiju ili državu.

### Članski model Barcelone
FC Barcelona je najbolji primjer kluba ustrojenog po socios modelu. Barcelonin slogan ‘El Barca es mes que un club’ - Barca je više od kluba, riječi su koje najbolje opisuju što taj klub predstavlja svojim navijačima, kao sportska i kulturna institucija grada i cijele Katalonije, ali i po svojoj upravljačkoj strukturi. Koliko znači svojim navijačima najbolje govori podatak da trenutačno ima 1335 udruga navijača diljem svijeta. Barcelona trenutačno broji oko 175 000 članova koji plaćaju klubu godišnju članarinu od 157 eura. Time ostvaruju pravo na popust sezonskih karata, popust na članarinu u mlađim uzrastima, popust u fan shopu, postaju pretplatnici klupskog magazina i još mnoge druge stvari. 
Najvažnije od svega, članovi imaju pravo glasa. Svi punoljetni članovi, koji imaju staž od najmanje godinu dana, imaju pravo izaći na izbore za predsjednika koji se bira svake 4 godine. Predsjednik može odraditi najviše dva mandata po 4 godine. Svaki kandidat za predsjednika izlazi na izbore sa svojim programom i svojom listom članova Upravnog odbora. U predsjedničkoj kampanji se predstavljaju programi članovima kluba te oni na izborima biraju predsjednika s najboljim programom. Svaki kandidat mora dati bankovno jamstvo u iznosu od 15 posto kapitala u klub. Ako su članovi nezadovoljni radom predsjednika, imaju pravo na pokretanje referenduma o nepovjerenju predsjedniku. Potrebno je 5% potpisa članova za glasanje o nepovjerenju. Radom bivšeg Barceloninog predsjednika Juana Laporte članovi kluba nisu bili zadovoljni te su 2008. godine pokrenuli referendum o nepovjerenju predsjedniku. 60,6 % članova izašlih na izbore glasalo je za nepovjerenje predsjedniku što ipak nije bilo dovoljno za njegovu smjenu jer je po statutu potrebno 66 %.  Na funkciji predsjednika Barcelone ostao je još dvije godine do isteka mandata kada su članovi kluba na izborima izabrali novog predsjednika Sandra Rosella. 
Dva glavna upravljačka tijela kluba su Upravni odbor i Glavna skupština. 
Glavna skupština predstavlja vrhovno upravljačko tijelo kluba. Dio članova glavne skupštine bira se ždrijebom od ukupnog broja članova, dio čine članovi s najviše godina staža, a ostatak čine članovi Upravnog odbora, bivši predsjednici kluba, članovi disciplinske i ekonomske komisije te članovi s posebnim zaslugama. Glavna skupština odobrava godišnji proračun i budžet za sljedeću godinu, određuje iznos članarina za članove, prihvaća prijedloge članova itd. 
Upravni odbor je skupno upravljačko tijelo kluba koje promovira i vodi društvene aktivnosti koje se smatraju nužnim za ostvarivanje ciljeva kluba. Članove Upravnog odbora bira se u sklopu izbora za predsjednika i svaki član može biti izabran u upravni odbor ako se nalazi na listi kandidata za predsjednika.
Da bi klub uspješno funkcionirao, postoje još neka tijela kluba. Senat je skupno tijelo savjetodavnog karaktera koje se sastoji od najstarijih članova kluba. Njegova funkcija je podrška aktivnostima predsjednika i Upravnog odbora u svim pitanjima. Sindikat članova je tijelo koje je neovisno o Upravnom odboru, a funkcija mu je podržavati i braniti prava članova te pružanje podrške u odnosima između članova i kluba. Ekonomska komisija je skupno tijelo, savjetodavnog karaktera, koje se sastoji od članova s iskustvom na ekonomsko-financijskom polju. Disciplinska komisija je skupno tijelo koje ima funkciju odlučivanja u slučajevima radnji koje počine članovi, igrači ili tehničari, a koje su protivne općim normama koje reguliraju sportsku disciplinu te u slučajevima radnji, koje počine članovi, koje su protivne Statutu ili odlukama Glavne skupštine i Upravnog odbora. 
Barcelona je najbolji primjer kako klub može biti u vlasništvu svojih članova, a pritom ostvarivati vrhunske rezultate.

### Ostali članski modeli u Španjolskoj
Na Pirinejskom poluotoku postoji još nekoliko uspješnih primjera socios modela. U Španjolskoj su, osim Barcelone, tako uređeni i Real Madrid, Atletic Bilbao i Osasuna. 
Real Madrid je u većini stvari uređen gotovo isto kao i Barcelona, osim što je statut malo stroži u nekim stvarima. Da bi se netko kandidirao za predsjednika, mora biti član kluba barem 10 godina,a da bi netko bio izabran za člana Upravnog odbora, mora biti član kluba barem 5 godina. Trenutačno Real Madrid broji više od 100 000 članova i broj kontinuirano raste iz godine u godinu.

## Članski model u Portugalu
U Portugalu su klubovi isto ustrojeni kao udruge građana.
Tamo se nalazi klub koji trenutno broji najviše članova na svijetu. Riječ je o Sport Lisboa e Benfica, popularno zvana samo Benfica, koja ima oko 220 000 registriranih članova. 2006. godine je ušla u Guinnessovu knjigu rekorda kao klub s najviše članova. Ono što je specifično kod Benfice je to da diljem Portugala u svakom mjestu postoji tzv. Benficin dom u kojem se moguće učlaniti u klub. Gotovo polovicu klupskog budžeta čine članarine, ulaznice i godišnje pretplate. Ovaj udio se povećava iz godine u godinu s povećanjem broja članova što zapravo govori da ovaj klub živi od svojih članova. 
Članovi imaju pravo na sudjelovanje u Glavnoj skupštini, biti izabrani kao članovi upravljačkih tijela, biti izabrani na posebne djelatnosti/funkcije unutar kluba, imati pristup svim dostupnim informacijama koje se tiču aktivnosti kluba, zahtijevati sazivanje izvanredne Skupštine, predlagati primanje novih članova, sudjelovati u sportskim, društvenim, rekreativnim i kulturalnim događanjima koje organizira klub u korist članova te se koristiti povlasticama predviđenim za članove. 
Uprava se bira na 3 godine, bez ograničenja broja mandata, a nominaciju za izbor mora potpisati najmanje 250 redovitih članova kluba. 
1997. godine Sport Lisaboa e Benfica je osnovao društvo Benfica SAD koje je namijenjeno isključivo vođenju nogometne aktivnosti na profesionalnoj razini. Benfica SAD je u većinskom vlasništvu Sport Lisboa e Benfica što znači da članovi uvijek drže većinu u klubu. 
FC Porto i Sporting CP imaju sličan ustroj poput Benfice. FC Porto ima oko 130 000 članova, dok Sporting CP ima oko 110 000 članova. Njihov broj stalno raste.

## Članski model u Njemačkoj
U Njemačkoj su svi klubovi Bundeslige sportske udruge građana, ali mogu izdvojiti profesionalnu sekciju i registrirati je kao dioničko društvo. Temelj ovog njemačkog modela je pravilo ˝50% + 1˝. To znači da ako se klubovi odluče izdvojiti profesionalnu sekciju, većinski udio (50% + 1 dionica) i kontrolu u tvrtkama mora zadržati klub/udruga članova. Otvorena su vrata za privatne investitore da ulože novac u klub, ali im je onemogućeno da steknu većinski udio u klubu. 
Mnogi njemački klubovi nisu iskoristili mogućnost osnivanja dioničkog društva u vlasništvu udruge i tako su ostali čiste udruge građana. Najveći njemački klub, FC Bayern München iskoristio je tu mogućnost. 
FC Bayern München nadzire Bayern München AG, društvo posvećeno isključivo upravljanju nogometnom aktivnosti na profesionalnoj razini i koje se ne nalazi na burzi. Dioničari društva Bayern München AG su: FC Bayern München koji drži udio od 90% (Statut određuje da minimalan udio u društvu FC Bayern München AG iznosi polovicu ukupnih dionica plus jedna) i Adidas, službeni sponzor kluba, koji ima udio od 10%. Adidas je 2002. godine kupio 10% dioničkog društva Bayern München AG, a klub je taj novac iskoristio za gradnju novog stadiona, Allianz Arene. 
Ovim modelom klub i dalje ostaje u vlasništvu članova i ostvaruje prihode od njihovih članarina, a pritom omogućuje investitorima da kupe određeni postotak dioničkog društva Bayern München AG i tako ulože novac u klub što za klub predstavlja dodatni priljev kapitala. 
Klub trenutačno broji oko 150 000 članova. Članovi kluba biraju Glavnu skupštinu koja zatim bira Upravu kluba. Uprava i Skupština postaju Skupština dioničkog društva koja zatim bira Upravu dioničkog društva. 
Udruge članova moraju osigurati u svojim Statutima da su članovi oni koji izabiru glavnog direktora tvrtke, ili čak sve članove upravljačkih struktura. Upravljačka tijela kluba su Glavna skupština, Predsjedništvo, Savjetodavni odbor, Odjelno vijeće i Vijeće časti. 
Glavna skupština predstavlja vrhovno odlučujuće tijelo kluba. Pravo glasa imaju svi punoljetni članovi. Glavna skupština mora se sazvati barem jednom godišnje, nakon zaključivanja društvenog poslovanja. Glavna skupština se, na izvanrednoj sjednici, saziva kada god to Predsjedništvo i Savjetodavni odbor smatraju potrebnim, ili na inicijativu najmanje 10% članova. 
Predsjedništvo se sastoji od predsjednika i dva potpredsjednika koji upravljaju klubom. 
Članovi imaju pravo sudjelovati na Glavnoj skupštini s pravom glasa za punoljetne članove, biti izabrani kao članovi društvenih tijela za članove starije od 25 godina, sudjelovati u sportskim, društvenim, rekreativnim i kulturalnim aktivnostima koje organizira klub u korist članova, popusti na kupnju ulaznica za nogometne utakmice, besplatna dostava časopisa kluba ˝Bayern Magazin˝, popusti za kupnju na službenim prodajnim mjestima, pravo prednosti na kupnju ulaznica, kod kuće i u gostima.

## Članski model u Hrvatskoj
U Hrvatskoj su gotovo svi nogometni klubovi udruge građana osnovno ustrojeni po Zakonu o udrugama, koji poštuje sve postulate članskog modela. Iznimke su HNK Hajduk Split i NK Istra 1961 koji su nedavno pretvoreni u športska dionička društva. 
Svaka poslovno sposobna fizička osoba i pravna osoba može, pod jednakim uvjetima utvrđenim Zakonom o udrugama i statutom udruge, postati članom udruge. Osobe bez poslovne sposobnosti ili s ograničenom poslovnom sposobnošću mogu biti članovi udruge, ali bez prava odlučivanja u tijelima udruge. Način njihova sudjelovanja u radu tijela udruge uređuje se statutom udruge. 
Klubovi u Hrvatskoj imaju sve predispozicije da budu ustrojeni poput socios modela Barcelone ili poput Bayern Münchena, s kombinacijom socios modela i privatnog vlasništva, gdje članovi kluba uvijek drže većinski udio u klubu. No u RH to bi bilo u potpunosti moguće samo uz određene modifikacije zakona o športu, ili kod već postojećih klubova, dogovorenih situacija gdje bi većinski vlasnik, obično grad ako drugih ne bi bilo, prepustio upravljačka prava nekim novoosnovanim udrugama bivših članova udruge. Umjesto uspješnih primjera udruga građana, u Hrvatskoj imamo praktički privatizirane klubove koji su samo na papiru udruge građana. Čelnici klubova okružili su se sebi podobnim ljudima i postavili ih u Skupštine i Upravne odbore. Statute klubova su prilagodili sebi, a svojim radom krše Zakon o športu i Zakon o udrugama. Klubove u javnosti prisvajaju kao svoje kako bi članovima i navijačima kluba indirektno pokazali da ne mogu utjecati na politiku kluba, a zapravo svaki član kluba ima jednako pravo na klub poput ljudi iz upravljačkih tijela kluba. 
Građanska Inicijativa Zajedno za Dinamo vodi višemjesečnu pravnu borbu protiv trenutačne Uprave GNK Dinamo Zagreb u kojoj ukazuje da klub svojim radom krši razne zakone Republike Hrvatske i osnovna prava članova kluba, a to su: pravo da biraju i pravo da mogu biti izabrani u upravljačka tijela kluba. Članovi po zakonu imaju pravo upravljati udrugom neposredno ili putem svojih izabranih predstavnika u tijelima udruge, na način propisan statutom. Unutarnji ustroj udruge mora biti zasnovan na načelima demokratskog zastupanja i demokratskog očitovanja volje članova.
Skupština je najviše tijelo udruge. Statutom udruge se, osim skupštine, mogu utvrditi i druga tijela udruge. Statut je temeljni opći akt udruge koji donosi skupština udruge. Ostali opći akti, ako ih udruga donosi, moraju biti u skladu sa statutom. 
Udruge bi morale osigurati obaviještenost svojih članova o radu udruge u skladu s općim aktima udruge. Dužne su voditi poslovne knjige i sastavljati financijska izvješća prema propisima kojima se uređuje način vođenja računovodstva neprofitnih organizacija. Imovinu udruge čine novčana sredstva koja je udruga stekla uplatom članarina, dobrovoljnim prilozima i darovima, obavljanjem njenih djelatnosti, dotacijama iz državnog proračuna i proračuna jedinica lokalne i područne (regionalne) samouprave te fondova, kao i druga novčana sredstva stečena u skladu sa zakonom, njene nepokretne i pokretne stvari, kao i druga imovinska prava.
U Hrvatskoj već postoji nekoliko nogometnih klubova koji su uspješno ustrojeni po socios modelu. To su NK Trešnjevka Zagreb, NK Vis i BŠK Zmaj. Oba kluba su zabilježila značajan porast članova nakon što su uveli model ˝jedan član - jedan glas˝ i tako približili klub svojim navijačima. Nedavno im se pridružio još jedan klub. Grupa navijača, simpatizera i prijatelja NK Varteksa razočarana vođenjem kluba i promjenom imena u NK Varaždin, školovani i poslovno uspješni mladi ljudi koji vole svoj Varaždin i poštuju tradiciju svoga grada, odlučila je primijeniti model ˝jedan član-jedan glas˝ pri osnivanju novog nogometnog kluba pod imenom koji je 53 godine bio sportski ponos grada Varaždina i svih Varaždinaca. 29. svibnja 2011. godine NK Varteks Varaždin je postao vlasništvo svojih navijača.